# 신재민 폭로 사건
신재민 폭로 사건은 2018년 12월에 신재민 전 기획재정부 사무관이 유튜브 등을 통해 문재인 정부 민간기업 인사 개입 및 부당한 적자 국채 발행을 한 의혹이 있다고 주장한 사건이다.
신재민 전 사무관의 주장은 "청와대에서 기획재정부를 통해 KT&G와 서울신문 등 민간기업의 사장을 교체하라고 지시했다"는 것, 그리고 "청와대 및 김동연 전 경제부총리가 전임 박근혜 정부의 국채가 많은 것처럼 보이기 위해 바이백을 취소하고 4조 원 규모의 적자국채를 발행하도록 압박했다"는 것 2가지이다. 정부는 KT&G 인사 개입 의혹에 대해서는 "기획재정부 실무자가 경영 동향을 파악한 것이며, 기업은행의 KT&G 경영진 견제는 마땅한 것"이라고 주장하였고, 서울신문 인사 개입 의혹에 대해서는 "기획재정부가 서울신문의 대주주로서 권한을 행사한 것"이라는 입장을 드러냈다. 또한 적자국채 발행 의혹에 대해서는 "재정 건전성 이외에도 여러 변수들을 고려해야 하며, 정부에서 치열한 논의와 토론을 거쳐 적자국채를 발행하지 않은 것"이라고 주장했다.
기획재정부는 신 전 사무관을 공무상비밀누설 혐의와 공공기록물관리에 관한 법률 위반 혐의로 고발하였고, 자유한국당은 김동연 전 경제부총리와 차영환 전 청와대 경제정책비서관을 직권남용과 특정범죄 가중처벌 등에 관한 법률 위반(국고등손실) 혐의로 고발했으나, 검찰은 모두 무혐의 처분을 내렸다.

## 연표

### 2017년
- 11월 14일, 기재부는 오후 3시 20분쯤 11월 15일 예정된 1조원 규모의 <제12차 국고채 매입>(바이백)을 사전 예고나 설명도 없이 취소한다는 공지를 띄었다. 이로 인해 전날까지 연 2.1%대에서 움직였던 국고채 3년물 금리는 2.211%로, 연 2.3%였던 국고채 5년물 금리도 2.417%로 오르는 등 채권시장은 단기적으로 충격을 받았다. 투자자들의 불만이 쏟아졌고, 정부 신뢰도가 떨어졌다며 국채 물량을 정리하는 외국인 투자자도 있었다. 채권 소유자들은 금리 상승으로 인해 손해를 보기도 하였다.[1][2]

### 2018년
- 3월 16일, 백복인 KT&G[주 1] 사장이 기업은행의 반대표에도 불구하고 주주총회에서 외국인 주주들의 압도적인 찬성을 통해 76.3%의 찬성표를 받아 연임에 성공하였다. 백복인 사장은 2015년 취임 이후 매년 회사 매출을 사상 최대치로 끌어올리고, 2017년에는 해외 매출 1조원을 달성하는 등 능력을 인정받은 것으로 알려졌다.[3] 주주총회에서 KT&G의 2대 주주이자 국책은행인 기업은행은 절차상 문제 등을 들어 백복인 사장의 연임에 반대하는 입장을 냈지만, 좋은기업지배구조연구소[주 2]와 한국기업지배구조원[주 3], ISS[주 4] 등 주요 의결권 자문기관들은 결정적 흠결에 해당하지 않는다는 이유로 연임에 찬성 입장을 냈다. 외국인 주주들 또한 의결권 자문기관들의 의견을 따라 백 사장의 연임을 지지한 것으로 알려졌다. 더불어 기업은행은 경영진 견제를 위해 "현행 이사회 이사 수를 8명에서 10명으로 늘리자"고 주장했으나, 이 안건 또한 주주총회에서 부결됐다. 주요 주주들 중 기업은행 혼자 반대한 것을 두고 "정부의 입김이 작용한 것 아니냐"는 논란이 있었으며, KT&G는 "정부의 영향을 받는 기업은행이 사장 인사에 개입하는 것은 문재인 대통령이 강조한 민간기업 인사불개입 원칙을 정면으로 어기는 행위"라고 문재인 정부를 비판한 바 있다.[4][5]
- 5월 2일, 고광헌 전 한겨레신문 대표이사가 서울신문[주 5] 사장에 선임되었다. 그러나 고광헌 사장은 사장 선임 과정에서부터 "청와대 낙하산" 논란이 있었다. 당시 서울신문의 2대 주주인 우리사주조합은 "(고광헌 사장 후보자가) 경영계획서 등을 급조하는 과정에서 다른 후보의 경영계획서를 참고한 것으로 보이는 등 부정한 행위까지 있었음을 확인했다"며 "그마저도 서울신문의 당면 과제를 해결하는 것과 동떨어져 있고 아무런 준비가 되지 않았다는 것이 서울신문 대부분 구성원들의 판단이었다"고 비판했다. 고광헌 사장 본인 또한 청와대 인사 접촉설을 부인하지 않았다.[6] 또한 고광헌 사장은 선임에 앞서 "우리사주조합을 1대 주주로 만든다"는 내용의 <서울신문 독립언론 추진을 위한 협약서>에 서명했으나, 기존 1대 주주인 기획재정부의 장관 서명을 받지 못해 기한 내에 약속이 지켜지지 않았다. 이로 인하여 2018년 6월 언론노조 서울신문지부는 "사장 직무정지 가처분 신청 등 법적 대응과 출근 저지 투쟁, 점거 농성, 연대 시위, 외부 선전전 등을 비롯해 투쟁력을 모을 수 있는 모든 방법을 하나하나 실행할 것"이라고 경고하였으며, 우리사주조합도 "더 이상 기약 없이 기다리거나 머뭇거릴 시간이 없다. 서울신문에 애정이 있다면 서둘러 거취를 밝혀 달라"고 고광헌 사장 사퇴를 촉구했다. 그리고 서울신문 독립성 보장은 문재인 대통령의 대선 공약이기도 하였다.[7]
- 5월 16일, MBC는 KT&G 사장의 선임에 개입하였다는 기획재정부 내부 문건을 입수했다고 보도했다. 보도에 따르면, MBC가 입수한 기재부 문건에는 KT&G에 대한 정부의 소유 지분이 없는 만큼, KT&G의 2대 주주인 기업은행의 지분을 통해 우회적인 방법으로 백복인 KT&G 사장을 교체하려 했다는 내용이 담겨 있었다. 백복인 사장 교체 및 정부 영향력 강화를 위한 구체적인 방안으로, "비공개인 사장추천위원회의 명단과 절차를 공개하도록 요구하고, 우호세력 확보를 위해 외국인 주주들을 설득해야 한다"는 전략이 있었다. 특히 금융감독원 조사가 진행 중이던 인도네시아 투자 관련 경영비리 의혹이 자세히 기술되어 있었으며, 사외이사 자리를 더 늘려 기업은행이 추천한 인사를 앉히려던 계획도 있었다. 기획재정부는 이 문건의 존재 자체를 부인하였다가 실무자가 동향파악 차원에서 혼자 보려고 작성한 것이라고 입장을 번복했다.[8]
- 1차 폭로 : 12월 29일, 신재민 전 사무관은 <뭐? 문재인정권 청와대가 민간기업 사장을 바꾸려했다고?!>라는 제목의 동영상을 유튜브에 업로드했다. 해당 영상에서 신 전 사무관은 MBC에 기획재정부 문건을 준 사람이 자기 자신임을 밝혔다.[9] 또한 "'청와대 지시 중 KT&G 사장 교체 건은 잘 안 됐지만 서울신문 사장 건은 잘 해야 된다' 이런 식의 말이 나오는 것을 제가 직접 들었다"면서 KT&G 외에도 서울신문에도 인사 개입이 있었다고 주장했다.[10]
- 2차 폭로 : 12월 30일, 신 전 사무관은 자신의 모교인 고려대의 커뮤니티 사이트인 '고파스'에 <내가 기획재정부를 그만 둔 두번째 이유>라는 제목의 글을 올리고, 청와대가 4조원 규모의 적자 국채를 추가 발행하라고 기재부에 강압적으로 지시했다고 폭로하였다. 즉 청와대에서 나라 빚을 늘리려 했다는 것이다. 2017년 11월 국고국은 당초 예상보다 세수 여건이 좋아 국채 발행을 줄이려 했으나, "정무적 고려"를 해야 한다는 김동연 전 경제부총리의 지시로 11월 14일 1조원 규모의 국고채 매입 계획이 취소됐다고 신 전 사무관은 주장했다.[11] "정무적 고려"의 의미는 의도적으로 전임 정부가 방만하게 재정을 운영한 것처럼 보이기 위하여 국가 부채를 늘렸다는 것이다.[12] 당시의 국고채 매입 계획 취소로 인하여 채권시장은 혼란에 빠졌었다. 이후 기재부 국고국은 김동연 전 부총리의 지시로 4조 원의 적자국채를 추가 발행하는 계획도 세웠으나 국고국 담당 국장 등의 설득으로 무산되었고, 이후 청와대가 적자국채 추가 발행의 무산을 문제삼았다고도 신 전 사무관은 주장했다. 당시 신 전 사무관은 기재부 국고국 국고과에서 자금 관리 총괄 업무를 맡고 있었다.[11] 신 전 사무관은 이 일로 김동연 부총리와 홍장표 청와대 경제수석이 싸웠다면서, 전임 박근혜 정부 시절 청와대에서 유일호 경제부총리에게 대통령 대면보고를 문제삼았던 것과 별로 다르지 않다고 토로하였다.[13] 전날에 올린 첫 번째 동영상에 대해서는 "문건 유출로 처벌을 받아야 한다면 처벌을 받겠다"며 "국가가 더 나아지길 바랐던 것"이라고 자신의 의도를 설명했으며, 메가스터디 광고 삽입에 대한 논란에 대해서는 "그 회사와 광고 계약하고 그 이후 4개월째 연락두절을 했기 때문에 뭔가 도움을 주고 싶었다"고 해명했다.[14]
- 12월 31일
  - 구윤철 기재부 2차관은 긴급 브리핑을 통해 인사 개입과 관련해서는 "KT&G 관련 동향 보고 자료는 기재부 출자관리과에서 담배사업법상 정상적인 업무처리 과정의 일환으로 KT&G 경영 현황 등을 파악한 것", 적자국채 발행과 관련해서는 "세수 여건, 시장 상황 등 대내·외 여건이 불확실한 상황을 감안, 기재부 내부는 물론 관계기관에서 여러 가지 대안이 제기됐고 치열한 논의 및 토론이 있었다"며 "최종적인 논의 결과 기재부는 적자국채를 추가 발행하지 않기로 의견이 모아짐에 따라 추가 발행하지 않기로 결정했다"고 해명했다. 또한 고소·고발 여부에 대해서는 "여러 가지 법적 검토를 거쳐서 요건에 해당한다면 적절한 조치를 취하겠다"고 말했다.[15]
  - SBS에서 5월 KT&G 문건 언론 보도 당시의 기획재정부 직원들의 카카오톡 대화 내용을 입수해, 기재부의 조직적 은폐 의혹을 제기하였다. 해당 내용을 보면, "상관이 연락해 메일과 파일을 지우라고 했다", "위에는 보고 안 되고 기업은행과 통화해서 자체 작성한 것으로 말을 맞추도록 지시했다"는 내용도 있는데, 이는 "문건은 기업 현황을 파악한 것으로 담당과에서 작성해 위로 보고된 적은 없다"는 31일의 기재부 해명과 일치한다. 또한 직원들 대화에는 "최초에 지시한 사람이 차관이다", "주무관에게 덤터기 씌우려 한다", "사무관에게 이른바 '독박' 씌우려 한다", "배신감이 든다" 등의 표현도 등장했다.[16]
  - 조선일보는 청와대 특별감찰반원들이 2018년 5월 기획재정부의 'KT&G 인사 개입 문건' 유출 이후 기재부 직원들을 감찰했다고 보도했다. 당시에 김태우 수사관 등 특감반원들이 기재부 4~5급 실무자 휴대폰을 압수해 청와대의 포렌식 장비로 휴대폰을 확인했다. 이 과정에서 특감반은 당시 김용진 2차관, 박성동 현 국고국장 등 고위급 간부들이 문서 작성에 개입했다는 내부 직원의 카톡 메시지를 발견했다.[17]
  - 윤영찬 청와대 국민소통수석은 기자들에게 문자 메시지로 "서울신문 전 사장은 임기 마치고 후임 인사가 늦어져 임기 2개월을 넘겨 재직했다"며 "(청와대가) 사장 교체를 시도했다면 여러분의 동료인 서울신문 기자들이 내용을 더 잘 알고 있을 것"이라고 보내 신재민 전 사무관이 제기한 의혹을 부인하였다. 또한 "기재부가 서울신문의 1대주주"라면서 기재부의 서울신문 사장 선임 관련 업무가 정당한 주주권 행사라는 입장을 드러냈다.[18]
  - 임종석 대통령비서실장은 국회운영위원회에 출석해서 KT&G 문건에 대해 "주주총회나 사장추천위원회를 전부 비공개하고 있으니 기업은행 주주권을 행사해서 진행절차를 투명하게 공개하도록 논의해야한다는 게 '대응방안'이었다", "충분히 대주주로서 의견을 낼 수 있다고 생각한다. 마땅히 투명한 견제장치를 만들어야 된다"면서 정당한 견제이자 주주권 행사라는 입장을 드러냈다.[19]

### 2019년
- 1월 1일
  - 신재민 전 사무관은 고파스에 청와대의 적자 국채 발행 강요의 증거로 당시 기재부 담당 차관보와의 카카오톡 대화 내용 캡처를 공개하였다. 해당 채팅방에는 신 전 사무관과 '차관보', '과장' 등 세 명이 있었으며, '차관보'는 2017년 11월 14일 "핵심은 17년 국가채무비율을 덜 떨어뜨리는 겁니다", "올해 추경부대의견 0.5조 이미 갚았는가?"라고 말했고, 신 전 사무관은 "네 이미 상환조치하였습니다"라고 답했다.[20]
  - 기획재정부는 보도 참고자료를 통해 "공무원이었던 자가 직무상 취득한 비밀을 누설하는 것은 금지되어 있으며, 특히 소관업무가 아닌 자료를 편취하여 이를 대외 공개하는 것은 더욱 심각한 문제"라면서 신 전 사무관을 2일 검찰에 고발 조치할 계획이라고 밝혔다. 또한 "2017년에 적자국채 28조 7000억원을 발행할 계획이었으나, 20조 원을 발행한 상황에서 나머지 8조 7000억원 추가발행 여부를 두고 '전액을 발행하지 말자'는 의견과 '4조 원만 발행하자'는 의견이 있었다"라며 "기재부 내부 논의 및 관련기관과의 협의 결과 8조7000억원 전액을 발행하지 않기로 결정했다"고 밝혔다. 박근혜 정부의 채무비율을 높이려 했다는 지적에 대해서는 전혀 사실이 아니라며, "4조 원 발행 시 GDP 대비 국가채무 비율은 약 0.2%p 증가(38.3% → 38.5%)에 그친다", "박근혜 정부가 아닌 문재인 정부 첫 해 국가채무비율이 된다"고 밝혔다. 신 전 사무관이 공개한 카카오톡 대화 내용에 대해서는 "국가채무의 큰 흐름을 짚어보는 과정에서 나온 의견"이라고 하였다.[21]
- 1월 2일
  - 신재민 전 사무관은 긴급기자회견을 열고 "청와대에서 직접 국·과장에게 전화해서 (적자 국채를 추가 발행하지 않기로 한 2017년 11월 23일) 보도자료를 취소하라고 했다"고 폭로했다. 전화를 건 인물이 누구냐는 물음에 "차영환 (당시) 비서관"이라고 답했다. 차영환 비서관은 당시 청와대 경제정책비서관으로 있었으며, 현재 국무조정실 2차장이다. 또한 "자신이 국채업무의 담당자였고 김동연 당시 부총리에게 보고하러 4번이나 들어갔다"며 "부총리가 국내총생산(GDP) 대비 부채비율을 의식해 적자 국채 발행을 계속해야 한다는 뜻을 밝혔다"고 주장했다.[22]
  - 기획재정부는 신재민 전 기재부 사무관을 공무상비밀누설 혐의와 공공기록물관리에 관한 법률 위반 혐의로 검찰에 고발했다. 또한 "차영환 전 비서관이 당시 기재부에 연락한 것은 12월 국고채 발행계획을 취소하거나 보도자료를 회수하라고 한 것이 아니라 12월 발행규모 등에 대해 최종 확인하는 차원에서 했던 것"이라고 해명 자료를 냈으며, "신 전 사무관은 수습기간을 제외하면 기재부 실제 근무기간이 만 3년 정도의 신참 사무관으로서 접근할 수 있는 업무 내용에 많은 제한이 있었을 뿐 아니라 실무담당자로서 정책결정 과정에서 극히 일부만 참여하고 있었다"고 지적했다.[22]
- 1월 3일
  - 신재민 전 사무관은 유서를 남기고 잠적하였다. 한편 서울관악경찰서는 주거지를 수색하여 유서와 핸드폰을 발견했다.[23] 신 전 사무관은 "죽음으로라도 제 진심을 인정해 주셨으면 좋겠다"며 "내부 고발을 인정해주고 당연시 여기는 문화, 비상식적인 정책 결정을 하지 않고 정책결정 과정을 국민들에게 최대한 공개하는 문화"를 바란다고 밝혔다.[24] 그러나 경찰은 관악구의 한 모텔에서 신 전 사무관을 찾아냈고, 병원으로 이송해 안정을 취하게 했다.[25] 신 전 사무관은 처음에 보라매병원에 입원했으나, 이후 분당서울대병원으로 이송되었다. 이송 이유에 대해서는 알려지지 않았다. 구윤철 기재부 2차관은 기획재정부를 대표해 신 전 사무관을 병문안하기 위해 분당서울대병원을 찾았지만 만나지는 못했다. 구 차관은 신 전 사무관이 면담을 거부한 거냐는 질문에는 아니라고 답했다.[26]
  - 국회 기재위 소속인 심재철 자유한국당 의원은 신 전 사무관이 폭로한 'KT&G 관련 동향 보고' 문건을 두고 "당시 기재부가 공개한 문건 작성 배경에는 사장 및 이사진 임기 만료에 따른 후임 사장 위촉과 사외이사 구성 등 관련 동향과 향후 대응방안에 대한 보고라고 적시됐다"며 당시 기재부 국고국 출자관리과장이 작성했음을 확인했다고 밝혔다. 심 의원은 "문제는 당시 기재부에서 작성한 문건이 단순 동향 보고를 넘어 민간회사 사장 교체를 위한 구체적인 정부의 대응방안까지 적시돼 있었다는 점"이라고 지적했다.[27]
- 1월 4일
  - 해당 논란의 당사자 중 한 명인 김동연 전 경제부총리는 페이스북을 통해 "신재민 사무관이 무사하다는 소식을 듣고 정말 다행이라 생각하지만, 걱정이 남아서 많이 망설이다가 글을 올린다"라면서 "소신과 정책 조율은 다른 문제", "다른 부처, 청와대, 나아가서 당과 국회와 협의하는 과정에서 보완될 수도, 수용되지 않을 수도 있다"라고 정책 형성과정에 대한 자신의 입장을 밝혔다.[28]
  - 홍남기 경제부총리는 "청와대가 얼마든 의견을 제시할 수 있고, 이를 전화로도 만나서도 이야기할 수 있다"며 외압, 압력은 없었다고 밝혔다. 신 전 사무관의 주장에 대해서는 "신 전 사무관도 나름대로 진정성 있게 문제를 제기했다고 본다"면서도 "김동연 전 부총리 입장에서는 5년간 국가재정을 어떻게 이끌어갈지, 예산편성을 어떻게 할지 등 4∼5가지를 더 고민해야 한다"고 정책 결정과정에서 재정 건전성 외에도 경제 여건과 중장기 변수 등 여러 변수를 고려해야 한다고 대응했다. 2017년 11월의 바이백 취소에 대해서는 "11월 15일 예정됐던 바이백은 국고채를 순상환하는 게 아니라, 새 국고채를 발행해 매입 재원을 조달하는 방식[주 6]이어서 국고채 잔액에는 변동이 없고 국가채무비율에도 영향을 미치지 않는다"고 밝혔다.[29]
- 1월 6일, 홍남기 경제부총리는 기재부 실 · 국장들과 간부 회의를 열고 최근 현안을 논의했다. 신 전 사무관에 대한 고발 취하 여부에 대해서는 논의된 바 없는 것으로 알려졌다.[30]
- 1월 8일, 자유한국당과 바른미래당, 민주평화당은 인사 개입 및 적자국채 발행 의혹과 관련해 국회 기재위 차원의 청문회 개최 및 김동연 전 부총리 소환에 합의했다.[31]
- 4월 10일, 홍남기 부총리 겸 기획재정부 장관은 신재민 전 사무관에 대한 고발을 취하하였다. 홍 부총리는 "기재부 선배로서 후배인 신 전 사무관이 하루빨리 사회에 정상인으로 복귀할 수 있도록 지원하는 것이 중요하다는 판단을 내렸다"고 발언하였다.[32]
- 4월 30일, 서울서부지방검찰청은 자유한국당으로부터 직권남용과 특정범죄가중처벌등에관한법률위반(국고등손실) 혐의로 고발된 김동연 전 부총리와 차영환 전 청와대 경제정책비서관에 대해 불기소 처분한다고 밝혔다. 또한 기획재정부로부터 공무상비밀누설, 공공기록물관리에관한법률위반 혐의 등으로 고발당한 신재민 전 사무관에게도 혐의없음 처분을 내렸다.[33]

## 폭로자
신재민 전 기획재정부 사무관은 2004년 고려대학교에 입학하였고, 2012년도 행정고시에 합격하였으며, 2014년부터 2018년 7월까지 기획재정부에서 근무하였다. 기획재정부 내에서 외국인 채권투자 관리, 국고금 관리 총괄, 국유재산관리기금 총괄 등의 업무를 담당했다고 한다.
인터넷 강의 업체인 메가스터디와 계약을 맺었고, 행정학 등을 가르치는 '스타 강사'가 되기 위해서 기획재정부를 퇴사한 것으로 알려졌다. 그러나 실제로 강사가 되지는 않았으며 4개월 동안 메가스터디와 연락하지 않았고, 유튜브 및 고파스에 청와대의 인사 개입 및 적자국채 강요를 폭로했다.
2019년 1월 3일 신재민 전 기획재정부 사무관은 유서를 남기고 잠적하였다. 한편 서울관악경찰서는 주거지를 수색하여 유서와 핸드폰을 발견했다. 그러나 경찰은 관악구의 한 모텔에서 신 전 사무관을 찾아냈고, 병원으로 이송해 안정을 취하게 했다.

## 관련 법령 및 용어

### 국가재정법
제90조(세계잉여금 등의 처리) ① 일반회계 예산의 세입 부족을 보전(補塡)하기 위한 목적으로 해당 연도에 이미 발행한 국채의 금액 범위에서는 해당 연도에 예상되는 초과 조세수입을 이용하여 국채를 우선 상환할 수 있다. 이 경우 세입ㆍ세출 외로 처리할 수 있다.  <신설 2008. 12. 31.>
② 매 회계연도 세입세출의 결산상 잉여금 중 다른 법률에 따른 것과 제48조의 규정에 따른 이월액을 공제한 금액(이하 "세계잉여금"이라 한다)은 「지방교부세법」 제5조제2항의 규정에 따른 교부세의 정산 및 「지방교육재정교부금법」 제9조제3항의 규정에 따른 교부금의 정산에 사용할 수 있다.  <개정 2008. 12. 31.>
③ 제2항의 규정에 따라 사용한 금액을 제외한 세계잉여금은 100분의 30 이상을 「공적자금상환기금법」에 따른 공적자금상환기금에 우선적으로 출연하여야 한다.  <개정 2008. 12. 31.>
④ 제2항 및 제3항의 규정에 따라 사용하거나 출연한 금액을 제외한 세계잉여금은 100분의 30 이상을 다음 각 호의 채무를 상환하는데 사용하여야 한다.  <개정 2006. 12. 30., 2008. 12. 31.>
1. 국채 또는 차입금의 원리금
2. 「국가배상법」에 따라 확정된 국가배상금
3. 「공공자금관리기금법」에 따른 공공자금관리기금의 융자계정의 차입금(예수금을 포함한다)의 원리금. 다만, 2006년 12월 31일 이전의 차입금(예수금을 포함한다)에 한한다.
4. 그 밖에 다른 법률에 따라 정부가 부담하는 채무
⑤ 제2항부터 제4항까지의 규정에 따라 사용하거나 출연한 금액을 제외한 세계잉여금은 추가경정예산안의 편성에 사용할 수 있다.  <개정 2008. 12. 31.>
⑥ 제2항부터 제4항까지의 규정에 따른 세계잉여금의 사용 또는 출연은 그 세계잉여금이 발생한 다음 연도까지 그 회계의 세출예산에 관계없이 이를 하되, 국무회의의 심의를 거쳐 대통령의 승인을 얻어야 한다.  <개정 2008. 12. 31.>
⑦ 제2항부터 제5항까지의 규정에 따른 세계잉여금의 사용 또는 출연은 다른 법률의 규정에 불구하고 「국가회계법」 제13조제3항에 따라 국가결산보고서에 대한 대통령의 승인을 얻은 때부터 이를 할 수 있다.  <개정 2008. 12. 31.>
⑧ 세계잉여금 중 제2항부터 제5항까지의 규정에 따라 사용하거나 출연한 금액을 공제한 잔액은 다음 연도의 세입에 이입하여야 한다.  <개정 2008. 12. 31.>
[제목개정 2008. 12. 31.]

### 바이백
만기 이전의 국고채를 미리 매입(buy)해 회수(back)하는 것이다. 국고채 조기 상환이라고도 한다.

### 세계잉여금
정부의 예상보다 더 걷힌 세금과 쓰고 남은 세금을 합한 금액이다. 국가재정법은 세계잉여금을 채무 상환에 우선적으로 사용하도록 하고 있다.

## 정치권 반응

### 더불어민주당
신재민 전 사무관에 대한 인신공격성 · 비방성 발언으로 인하여 야당의 비판을 받았으며, 특히 손혜원 의원은 구설수에 올랐다.
- 홍익표 대변인은 "문건의 무단 유출과 국가공무원상 비밀유지의무 위반만큼은 명백한 불법이며, 가짜뉴스 배포와 거짓 주장에는 철저한 책임이 뒤따른다는 점을 분명히 지적하고자 한다"며 "시시비비를 명확히 밝혀 응분의 책임을 다하게 함으로써 국가공무원의 청렴성실, 품위유지, 비밀엄수 의무 등의 공직기강을 다잡는 계기가 되길 바란다"고 논평했다.[34]
- 서영교 의원은 "이 사람의 동영상 화면 위에는 학원 광고가 떠 있다. 그리고 이 사람은 '제가 돈이 없으니까 저에게 후원을 해달라'고 한다"며 "KT&G에 대한 이런 영상을 보고 세상이 한 번 떠들썩하게 누군가가 덥썩 문다. 여기에 대해 다시 한 번 돌아볼 것을 촉구한다"고 발언했다.[34]
- 김태년 정책위의장은 "개인의 무분별한 주장에 대해 사실파악도 제대로 않고 정부 발목 잡기 위해 무조건 정쟁거리로 만드는 한국당의 행태가 매우 유감스럽다"라고 발언했다.[35]

#### 손혜원 의원의 발언 논란
손혜원 의원은 1월 2일 자신의 페이스북에 "신재민에게 가장 급한 건 돈", "나쁜 머리 쓰며 의인인 척 위장하고 순진한 표정을 만들어 청산유수로 떠드는 솜씨가 가증스럽기 짝이 없다", "신재민은 2004년에 입학, 2014년에 공무원이 됐다. 10년 만에 원하던 행정직 공무원이 되었으니 고시공부 기간은 약간 긴 편이죠?" 등의 인신공격성 표현이 담긴 글을 올렸으나 다음날에 삭제해 논란이 일었다. 4일에는 게시물을 삭제한 이유로 "신씨 글을 내린 이유는 본인이 한 행동을 책임질 만한 강단이 없는 사람이라 더 이상 거론할 필요를 느끼지 않기 때문"이라고 하였다.
특히 고시 공부를 10년 했다며 머리가 나쁘다는 내용에 대해서는, 네티즌들이 "남성들의 군 복무를 감안한다면 빠르지 않다", "설령 10년 공부했다 쳐도 그게 머리 나쁘다는 소리 들을 일이 아니다", "적폐청산한다는 윤석열 서울중앙지검장은 입학후 12년 만에 사법시험 합격했다" 등의 반론을 제기했다. 또한 신재민 전 사무관이 고시에 합격한 연도는 2012년이기 때문에 실제 공부한 기간은 10년보다 짧다.
어느 고파스 이용자는 "손혜원을 후원했다"면서 국회의원손혜원후원회에 18원을 송금한 이체 내역을 업로드하기도 했으며, 시민단체인 '공정연대'는 성명서를 통해 "손혜원 의원은 인격살인에 가까운 표현으로 신재민 씨 뿐 아니라 꿈을 위해 피땀 흘려 공부하는 전국의 모든 고시생들을 모독하였다"라며 "현 정권에 불리한 폭로를 한다는 이유로 국민의 공복인 국회의원이 '고시공부 기간이 길어서 머리가 나쁘다'는 식으로 고시생들의 인격을 모독한 것은 경악을 금할 수 없는 폭거"라고 손 의원을 사이버명예훼손 혐의로 고발했다.
비판이 쇄도했음에도 불구하고 손 의원은 1월 5일 "현직에 있는 사람이 해고될 각오하고 공익을 위해 자기 조직의 비리를 폭로하는 게 '공익제보'다. 이미 퇴직한 사람이 몇 달이나 지나서 자기 조직에 관한 헛소문을 퍼뜨리는 건 보통 '양아치짓'이라고 한다. 말 뜻만 제대로 알아도, '공익제보'와 '양아치짓'을 분간할 수 있다"는 친문 성향 역사학자인 전우용 교수의 글을 공유했다.
이로 인해 홍영표 원내대표는 손혜원 의원에게 "이 사안에 대해 발언을 자제하라"고 경고했고, "원내에도 신 전 사무관 문제에 대해서는 언급을 하지 말라고 지시했다"고 밝혔다.
한편 신재민 전 사무관은 손혜원 의원의 처벌을 원하지 않는다는 처벌불원서를 2월 25일 서울영등포경찰서에 제출하였다. 명예훼손죄는 피해자가 처벌을 원하지 않으면 처벌할 수 없는 반의사불벌죄이다.

### 자유한국당
- 나경원 원내대표는 "사찰정권, 위선정권, 재정조작정권의 실체를 밝혀야 한다"면서 "특검 도입을 추진하는 것은 물론이고 신 전 사무관 사건에 나타난 국가권력을 남용하는 사건들에 대해서 관련 상임위 소집을 추진하고 있다"고 강조했다. 또한 "국회 차원에서 진실을 밝히는 것이 부족하다면 감사원 감사로까지 이어질 수 있다"고 덧붙였다.[45]
- 전희경 의원은 "내부 고발, 양심 선언을 하기 위해서 그 어렵사리 붙은 행정고시를 포기하고 나와서 서슬 퍼런 정권의 그 불법 비위를 폭로하는 사람을 그렇게 매도를 합니까"라고 더불어민주당의 신 전 사무관에 대한 비판을 반박했다.[34]
- 김병준 비상대책위원장은 "이 분의 증언에 대한 실체적 진실이 규명돼야 하겠지만, 1980년대 민주화운동 이후 최대의 양심선언이 아닌가 생각한다"라며 "나는 이 분이 다른 개인적인 일을 위해 공직을 포기하고 광장에 나갔다고 생각지 않는다"라고 밝혔다.[35]
- 윤영석 수석대변인은 손혜원 더불어민주당 의원이 페이스북에 올렸다 삭제한 글에 대해서 "아무리 청와대 감싸기 급급한 여당 민주당 소속의 국회의원이라도 이건 너무했다"며 "그 어떤 객관적인 사실관계가 명백히 드러나지도 않은 상황에서 손 의원은 무슨 근거로 공익제보의 압박감과 부담감에 유서까지 가슴에 품고 다니는 신 전 사무관을 매도하는 것인가"라고 비판했다. 또한 "(박근혜-최순실 게이트 당시) 2016년 말 청문회에서 발언한 고영태 전 더블루케이 이사와 노승일 전 케이스포츠재단 부장에 대한 신변보호 방법을 언급한 것과는 다른 기준을 적용하고 있다"고 손 의원의 이중적인 언행을 비판하였다.[46]
- 윤상현 의원은 "같은 5급 공무원인 신재민 전 사무관과 정 모 청와대 행정관[주 7]을 바라보는 정부·여당의 상반된 입장에 어이가 없다"며 청와대의 두 5급 공무원에 대한 태도를 비판했다. 그러면서 "정 전 행정관은 누가 봐도 청와대라는 고압적 지위를 이용한 '일탈'이고, 신 전 사무관은 공직 내부에 대한 문제제기"라며 "업무는 다르지만 개인의 전문성을 따지자면 누가 봐도 정 전 행정관은 신 전 사무관을 따라갈 수 없다고 생각할 것"이라고 신재민 전 사무관과 정 모 행정관을 비교하였다.[47]

### 바른미래당
- 하태경 최고위원은 "신재민 씨가 먹고 살기 위해 폭로했다고 밝혀 그의 신뢰성이 떨어진다고 주장하는 사람들이 있지만 나는 오히려 그 솔직한 면 때문에 신뢰감이 더 생긴다"고 밝혔다. 그러면서 "거짓말이 밝혀지는 순간 후원금도 끊기고 학원도 그를 버릴 것이기 때문에 그는 팩트로 승부해야 상업적 성공도 가능해진다"고 신 전 사무관을 지지하는 입장임을 밝혔다.[48]
- 김관영 원내대표는 "신 전 사무관의 폭로 내용을 보면 기재부의 적자 부채발행이 분명 나타나고 있고, 이건 기재위의 중요 업무 중 하나"라며 국회 기재위 소집을 제안했다. 또한 기재부의 업무상 비밀누설 혐의 고발에 대해서도 "기재부는 이 문제를 두고 무조건 부인하고 덮으려고만 할 게 아니라 국회 기재위를 통해 국민들이 갖고 있는 의문점을 밝혀야 한다"고 비판했다.[49]
- 권은희 바른미래당 정책위의장은 "현 정권을 비판하는 제보는 범죄이고, 전 정권에 대한 제보는 공익제보라는 인식"이라고 정부여당의 이중성을 규탄했다. 또한 기재위 소집 및 공익신고자 보호와 진상규명을 촉구했다.[35]

### 민주평화당
- 문정선 대변인은 "'내용을 반박할 수 없다면 메신저를 공격하라', 이는 우리 사회의 오래된 악습이자 구태 중 하나"라며 "바이백 논란에 대한 실체적 진실을 밝히기 보다는 각종 카더라를 흘리며 폭로자의 개인 신상을 공격하는 양상"이라고 주장했다. 그러면서 "메시지와 메신저는 구분돼야 한다. 지금 정부여당은 그 단순한 최소한의 룰조차 지키지 않고 있다"고 지적했다.[50]

### 정의당
- 정호진 대변인은 "의혹에 대해 진위를 가리고 국민 의혹을 해소하는 것은 국회의 책무"라며 기재위 소집을 주장하는 한편, "(더불어민주당과 자유한국당은) 사실을 명확히 밝히지는 않고 제보자 인신공격과 정쟁에만 화력을 쏟으며 제 역할을 방기하고 있다"고 논평했다.[51]

### 그 외
- 문희상 국회의장은 "문재인 정부는 공익 제보를 영웅시하면서 탄생한 정부"라며 "공익 제보를 두고 뭐라 하거나 고소·고발하거나 하는 것은 오버하는 것"이라고 지적했다.[52]

## 정치권 외 반응

### 기획재정부 직원
- 신 전 사무관을 고발하기로 한 가운데, 직원들 사이에서는 신 전 사무관에 대해 입장이 엇갈리는 것으로 알려졌다. 이 중 고위직들 사이에서는 신 전 사무관에 대한 반감이 강한 편이다. "잘못 알고 있는 사실을 주장한 게 공익인가. 의사결정 과정에서 여러 논의를 했는데 무슨 외압을 넣었다고 일방적으로 주장하면 앞으로 어떤 얘기를 할 수 있겠나"라며 신 전 사무관을 비판하는 입장도 있는 반면, "신 전 사무관의 진정성, 양심의 소리에 먼저 귀 기울였으면 한다. 잘잘못을 따지기보다는 청와대·기재부의 업무 범위, 일하는 방식에서 교훈을 얻었으면 한다"고 기재부의 고발 조치가 지나치다는 입장도 있다. 기획재정부 노조 측은 "의견이 분분해 노조 차원에서 대응할 계획은 없다"고 밝힌 바 있다.[53]

### 메가스터디
- "올해 새로운 공무원 입시 관련 브랜드 론칭을 앞두고 신씨와 계약을 했는데 한 달 만에 연락이 두절된 상황이었다"며 "이런 와중에 이번 유튜브 영상을 통해 갑작스러운 홍보까지 하면서 회사 입장에서는 더 당혹스럽다"고 밝혔다. 그러면서 "계약 및 거취 문제 등은 내부 논의를 통해 추후 결정할 예정"이라고 밝혔다.[54]

### 주변인
- '대학시절부터 신재민을 지켜봐 온 선후배 일동'이라고 밝힌 신 전 사무관의 동문은 성명문을 발표했다. 이들은 "신 전 사무관의 주장에 완전히 동의하지는 않고, 그가 오해한 부분이 있을 수 있다고도 생각한다"며 "다만 관료조직이라는 시스템 속에서 한 구성원이 맞닥뜨리지 않을 수 없는 문제를 개선해나가야 한다"라고 밝혔다. 또한 정부에는 "그의 의견에 귀 기울여주면 한다. 그가 잘못된 이야기를 한 것이라면 충분히 말하고 설명해주셨으면 한다"라고, 국민들에게는 "그는 공익을 목표로 행동한 만큼 그 결과에 대해 너무 가혹한 책임을 묻지 안아주시기를 거듭 부탁드린다"고 호소했다. 또한 친문재인 댓글부대의 가짜뉴스에 대해서는 "뉴라이트였다거나 국가 기밀로 사익 추구 활동을 했다는 것은 가짜뉴스로, 절대 사실이 아니다"고 부인했다.[55]
- 신 전 사무관의 부모는 동문들의 호소문에 동봉된 사과문에서 "심성이 여린 재민이는 본인의 의도와 상관없이 주위에 폐를 끼친 점을 많이 괴로워했다"며 "본인은 옳은 일이라고 생각하고 용기를 내 나선 일이 생각보다 너무 커져 버리기도 했고, 스트레스가 심각해서 잘못된 선택을 하려 한 것 같다"고 밝혔다.[55]

### 전문가
- 경희대 후마니타스칼리지 교수, 서울특별시 결산검사위원 등을 역임한 정창수 나라살림연구소장은 기재부의 바이백 취소 사태가 정부 채무 비율 유지를 위한 청와대의 압력 때문이었다는 신씨 주장에 대해 박근혜 정부 임기 말인 2017년의 국가부채가 660조라면서 "적자국채 발행 규모가 너무 작다"고 밝혔다. 또한 기획재정부의 고발에 대해서는 "문서 유출로 몰아버리면 공개한 것 자체가 문제인 것처럼 되어 버린다"며 "어떤 정책 판단이 잘못됐다거나 이런 논쟁으로 가야 한다"고 방향을 선회할 것을 주장했으며, 신 전 사무관에 대해서는 "음모적인 분위기로 얘기할 게 아니라 그때 정책 판단이 잘못됐다는 식으로 했어야 한다고 생각한다"는 의견을 밝혔다. 또한 기재부의 갑작스런 바이백 취소에 대해서는 "드문 경우고 정말 잘못했다"며, "전날 그렇게 갑자기 결정하는 것은 정책의 신뢰도 문제가 있기 때문에 바람직하지 않다"며 신 전 사무관 말에 동의한다고 밝혔다.[56]
- 1999년 정부의 바이백 제도 도입에 참여한 차현진 한국은행 부산본부장은 "바이백을 하는 이유는 다시 국고채를 발행하기 위한 것"이라며 "바이백은 다시 채권을 발행하는 것을 포함하는 개념"이기 때문에 국가채무 규모는 달라지지 않는다고 밝혔다. 그러면서 "만일 (기재부가) 바이백을 자주 실시했다면, 2017년 바이백을 갑자기 취소한 것이 아니라 그동안 자주 실시한 것에 대해 대대적으로 감사해야 할 것"이라고 바이백을 자주 하는 것이 문제라고 지적했다.[57]
- 재정경제부(현 기재부) 차관 출신인 김광림 자유한국당 의원은 차현진 한은 부산본부장의 의견에 대해 "5~6월에 바이백을 했다면 전혀 다르겠지만, 10~11월에 바이백을 해놓고 12월 회계연도가 가기 전에 다시 국채를 판다는 것은 불가능하다"며 "따라서 결과적으로 볼 때 1조원의 바이백을 했으면 2017년 국가채무가 1조가 줄어드는 건데 그걸 안하면서 그 해 국채가 줄어들지 않은 것"이라고 반박했다.[58]
- 이상민 나라살림연구소 수석연구위원은 차현진 한은 부산본부장의 의견에 대해 "바이백을 한다고 해도 국가부채비율에 아무런 영향을 주지 못하는 것은 사실"이라면서도 "예정됐던 바이백을 하지 않으면 적자국채 한도액이 추가로 생기고 그 돈으로 나중에 적자국채를 발행할 수 있다"고 설명했다. 이어 "그렇게 되면 나중에 국가채무비율이 올라가는 것"이라고 반박했다. 또한 "재정 건전성 이외에도 여러 변수들을 고려해야 한다"는 김동연 전 경제부총리의 주장에 대해서는, 국채는 "채권을 발행해서 시중의 자금을 정부가 빌려오는 행위"이고, 적자국채는 "공자기금에서 일반회계로 돈이 이동하는(차입하는) 내부거래로, 시재금을 조절하는 마이너스 통장"이라며 국채와 적자국채를 구분해야 한다고 반박했다. 그러면서 "오늘 현금 지출액이 100원이고 마침 현금이 1000원 있는데 구태여 오늘 당장 마이너스 통장에서 1000원을 인출할 필요가 있는가"라면서 세수가 더 걷혔음에도 불구하고 적자국채를 발행할 이유는 전혀 없다고 지적했으며, "기재부 국채과에 직접 문의했지만 적자국채를 발행할 이유를 제시하지 못 했다"라고 발언했다.[59]
- 이필상 서울대 경제학과 명예교수는 "만약에 정부가 국가 채무 비율을 높이기 위해서 국채 발행을 고려한 것이 사실이라면, 정부의 재정 운영이 정치 논리에 따라서 좌우될 수 있다는 차원에서 문제가 있다"고 밝혔다.[60]
- 최광 전 보건복지부 장관은 "재정 건전성은, 국가의 세출은 차입금 이외의 세입을 재원으로 해야 한다는 기채금지의 원칙과, 회계연도에 있어서 잉여금이 있을 때에는 국채의 원리금과 차입금을 우선 상환한다는 감채의 원칙에 의해 유지된다"면서 "김 부총리의 정무적 판단과 청와대의 개입이 사실이라면 이 두 원칙을 정면으로 위반한 것"이라고 지적하였다.[61]
- 류성걸 기재부 전 차관은 정부세종청사 기재부 앞에서 1인시위를 하며 신 전 사무관이 주장한 적자 국채 발행 외압 의혹을 밝혀야 한다고 주장했다.[62]

### 문재인 대통령 지지자
- "대학생 당시 뉴라이트 계열의 우파보수 학생 활동을 한 경력으로 청와대에 연줄이 닿아 기자 등을 상대로 장사를 해왔는데, 정권이 바뀌면서 감찰을 당하기 직전 겨우 상관들의 도움으로 정상 퇴직해 놓고 이상한 폭로를 하며 배신을 했다"는 내용의 가짜뉴스를 유포하였다.[63]

### 그 외
- 이지문 한국청렴운동본부 이사장은 정부여당의 신재민 전 사무관에 대한 인신공격에 대해 "전 정부에선 내부고발자를 의인이라 칭하던 사람들이, 이번 정부에서 같은 일이 벌어지자 나쁜 놈이라고 욕하고 있다. 내부 고발도 자기들 입맛에 맞으면 선한 것이 되고, 맞지 않으면 적폐가 되는 건가?"라고 비판했다. 그러면서 공익 제보의 진위 여부와 공익성의 존재 여부가 가장 중요하고, 동기는 부차적인 문제임을 강조했다. 신재민 전 사무관에 대해서는 "유튜브는 법적으로 공익 신고의 한 방식이 아니기 때문에 법의 보호를 받긴 어렵다"면서 "실무적으로도 조직과 맞붙기 위해선 정보와 자료를 최대한 확보해뒀어야 했는데, 마음과 의지가 더 앞섰던 것 같다"고 아쉬움을 표했다. 이지문 이사장은 1992년 군 부재자 부정 투표를 처음 폭로했으며, 민주당 소속 서울시의원을 거쳐 현재 한국청렴운동본부 이사장, 내부제보실천운동 상임고문 등을 맡고 있다.[64]
- 한국경제신문은 신 전 사무관이 국민권익위원회나 언론이 아닌 유튜브를 폭로 경로로 사용한 이유로 중간 개입자 없이 당사자가 전적으로 편집권을 행사할 수 있다는 점, '동영상 플랫폼'을 장악한 유튜브에 대중들이 쉽게 접근 가능하다는 점, 유튜브의 정책상 표현의 자유가 보장된다는 점 등을 꼽았다.[65]
- 진보 성향의 시민단체인 참여연대는 <신재민 전 사무관에 대한 기재부의 고발은 지나치다> 제목의 논평에서 "전직 공무원이 자신이 보기에 부당하다고 생각한 사안을 공개했다는 이유로 검찰에 고발부터 하고 보는 행태는 입막음을 위한 것"이라며 "철회돼야 한다"고 밝혔다. 참여연대는 "신 전 사무관 폭로의 사실 여부와 관계없이 기재부의 고발은 정부와 공공기관 내 부패 비리 및 권력 남용, 중대한 예산 낭비와 정책 실패와 관련한 내부자의 문제 제기를 가로막는 부정적 효과를 낳을 수 있다"면서 "기재부는 내부 관련자의 문제제기에 명예훼손 등 고소·고발로 대응했던 이명박·박근혜 정부와 달리 이번 사건을 정책 결정과 추진과정에 관한 정보들을 투명하게 공개해 국민의 신뢰를 얻는 계기로 삼아야 한다"고 주문했다.[66] 그러나 해당 논평 이후 참여연대 게시판에는 "참여연대가 적폐 세력에게 실탄을 제공한다", "후원을 중단하겠다" 등의 비난 댓글이 달렸고, 하루 뒤 참여연대는 해당 논평에 대해 "신재민 씨를 공익 제보자로 판단해서 보호해야 한다는 취지로 발행한 것이 아니다"라며 "지금까지 드러난 정황상 신재민씨의 주장이 타당하다고 보기 어렵다고 판단하고 있다"고 했다.[67]
- 공익제보자 30여 명으로 구성된 '내부제보실천운동'은 "신 전 사무관의 검찰 고발을 즉각 취하하라"는 성명을 내고 "촛불 정부를 표방한 문재인 정부가 신 전 사무관의 문제 제기에 대해 검찰 고발로 대응하는 방식은 국민의 지지를 구하기 어렵다"고 했다.[67]
- 변호사 22명으로 구성된 '자유를 수호하는 변호사들'은 정부의 김태우 전 수사관 및 신재민 전 사무관에 대한 고발 조치에 대해 "명백히 공익제보자의 입을 틀어 막고 제3, 제4의 김태우, 신재민과 같은 양심선언을 막으려는 본보기성 부당한 제재이고 보복이며 괴롭힘이다"라고 비판했다. 또한 "공익제보자의 양심적 폭로에 대해 인신모독성 발언과 본질과 다른 이슈를 제기하는 것은 위법한 지시를 하거나 계획한 자들이 보이는 전형적인 물타기 수법"이라며 "공익제보자에 대한 위협과 불이익조치 등을 금지하는 공익신고자 보호법을 위반하는 것"이라고 지적했다.[68]

## 같이 보기
- 청와대 특별감찰반 비위 의혹: 비슷한 시기에 발생한 문재인 정부의 스캔들이다.
- 내부고발

### 내용주
1. ↑  KT&G는 민영화로부터 16년이 지난 민간 기업이다.
2. ↑  좋은기업지배구조연구소는 경제개혁연대의 자매기관이다.
3. ↑  한국기업지배구조원은 국민연금의 의결권 자문기관이다.
4. ↑  ISS는 세계 최대의 의결권 자문기관으로, 외국인 기관투자자에게 큰 영향을 미친다.
5. ↑  기획재정부가 2018년 9월 기준 서울신문 지분의 33.86%를 가진 최대주주였기 때문에, 지배구조를 개선해서 언론의 독립성을 확보해야 한다는 목소리가 서울신문 내 · 외부에서 제기되었다.
6. ↑  즉, 새로운 빚을 내 기존 빚을 갚는 방식이라는 것이다.
7. ↑  군 인사 문건을 분실하였으며, 육군참모총장을 독대해 권한 남용 논란이 있다. (문재인에 대한 비판#청와대 행정관의 군 인사 자료 유출 및 권한 남용 논란 참조)

### 참조주
1. ↑  “신재민 '1조 바이백 취소' 폭로…그날 채권시장 누군가 손해 봤다”. 중앙일보. 2019년 1월 2일.
2. ↑  “국고채 1조 바이백, 하루 전 취소…전례 없는 일, 왜?”. SBS. 2018년 12월 31일.
3. ↑  “백복인 KT&G 사장, 외국계 주주 지지로 연임 성공”. 한국일보. 2018년 3월 16일.
4. ↑  “백복인 사장 재임 둘러싼 KT&G 관치 논란 ‘가열’”. 한겨레. 2018년 3월 11일.
5. ↑  “백복인 KT&G 사장 연임 성공”. 한겨레. 2018년 3월 16일.
6. ↑  “신재민 폭로에 다시 ‘낙하산 논란’ 서울신문”. 미디어오늘. 2018년 12월 31일.
7. ↑  “‘서울신문 독립’ 기재부 암초에 고광헌 사장 사퇴 위기”. 미디어오늘. 2018년 6월 19일.
8. ↑  “[단독] 정부, KT&G 사장 인사개입…문건 입수”. MBC. 2018년 5월 16일.
9. ↑  “前 사무관 "靑이 KT&G사장 교체 지시"…기재부 "터무니없는 얘기"”. 2018년 12월 30일.
10. ↑  “‘서울신문 사장 교체 지시’ 신재민 주장에 靑 “신뢰성 의심””. 중앙일보. 2018년 12월 31일.
11. 1 2  “신재민 기재부 前 사무관 "청와대, 4조 규모 적자국채 발행 강압"”. 중앙일보. 2018년 12월 31일.
12. ↑  “[김도년의 숫자로 읽는 경제]적자국채 논란…文 정부, '빅 배스' 시도?”. 중앙일보. 2019년 1월 1일.
13. ↑  “"부총리 '대통령 대면 보고' 막는 靑…朴정부와 다르지 않다"”. TV조선. 2018년 12월 31일.
14. ↑  “신재민 "청와대 민간기업 인사 개입 부당…문건 유출 처벌 피하지 않는다"”. 조선일보. 2018년 12월 31일.
15. ↑  “기재부 “신재민 정확한 상황 알 위치 아냐…법적 조치 검토”(상보)”. 이데일리. 2018년 12월 31일.
16. ↑  “기재부 직원 대화 봤더니 "독박 씌우려 하다니, 배신감"”. SBS. 2018년 12월 31일.
17. ↑  “"차관이 받아와 지시… 위엔 보고 안된 걸로… 일 커지면 안되는데"”. 조선일보. 2018년 12월 31일.
18. ↑  “靑 "서울신문 사장 교체 관여 안해…임기 끝나고도 2개월 더해"”. 노컷뉴스. 2018년 12월 31일.
19. ↑  “임종석 "외국인주주 배당 퍼주는 KT&G, 견제장치 만들어야"”. 경향신문. 2018년 12월 31일.
20. ↑  “기재부 前사무관, '적자국채 강요' SNS대화 증거 제시”. 연합뉴스. 2019년 1월 1일.
21. ↑  “기재부 "신재민 전 사무관 검찰 고발 조치할 것"”. 조선일보. 2019년 1월 1일.
22. 1 2  “신재민 "靑, 국채보도자료 취소 요구" vs 정부 "비밀유출 고발"(종합4보)”. 연합뉴스. 2019년 1월 2일.
23. 1 2  “신재민 前사무관, 유서 남기고 잠적…"요즘 일로 힘들다"”. 뉴시스. 2019년 1월 3일.
24. ↑  “신재민 유서 “죽음으로 진심 인정 받았으면””. 이데일리. 2019년 1월 3일.
25. 1 2  “'극단 선택 예고' 신재민 모텔서 발견…"생명 지장없어"(종합)”. 연합뉴스. 2019년 1월 3일.
26. ↑  “신재민, 분당서울대병원 이송…기재부 2차관 병문안 불발”. 연합뉴스. 2019년 1월 3일.
27. ↑  “'기재부와 악연' 심재철, "신재민 폭로 문건 기재부 작성사실 확인"”. 머니투데이. 2019년 1월 3일.
28. ↑  “김동연, 아픈 가족사 들추며 "소신과 정책 조율은 다른 문제"…손혜원, 신재민 조롱 구설수”. 한국경제. 2019년 1월 4일. 2019년 1월 4일에 원본 문서에서 보존된 문서. 2019년 1월 4일에 확인함.
29. ↑  “홍남기 부총리 “적자국채 발행 외압은 없었다는 게 팩트””. 한겨레. 2019년 1월 4일.
30. ↑  “기재부 6일 간부회의…"신재민 고발 철회는 검토 안돼"”. 아시아경제. 2019년 1월 7일.
31. ↑  “야3당, ‘신재민 폭로’ 기재위 청문회 추진 합의”. 서울경제. 2019년 1월 8일.
32. ↑  “홍남기 "신재민 고발 취소, 세수부족 걱정하기엔 일러"”. 매일경제. 2019년 4월 10일.
33. ↑  “검찰, '신재민 폭로' 김동연 등 불기소…"직권남용 없어"”. 뉴시스. 2019년 4월 30일.
34. 1 2 3  “與 "신재민, 스타강사 되려고 기재부 그만둔 사람" 野 "양심 선언자를 그렇게 매도하나"”. 조선일보. 2018년 12월 31일.
35. 1 2 3  “한국당 "신재민은 의인, 기재위 열자"... 민주당 "지저분한 소리"”. 오마이뉴스. 2019년 1월 3일.
36. ↑  “손혜원 “신재민 돈 벌러 나온 것” 페북 글 하루만에 삭제”. 중앙일보. 2019년 1월 3일.
37. ↑  “"신재민, 돈 벌러 나왔다"···손혜원, 논란의 막말史”. 중앙일보. 2019년 1월 4일.
38. ↑  “손혜원, 신재민 또 공격 "행동 책임질 강단 없는 사람"”. 조선일보. 2019년 1월 4일.
39. ↑  “[말말말] 손혜원 신재민 폭로 비난 역풍 "윤석열 12년 만에 사시 패스했으니 머리 나쁜거?"”. 한국경제. 2019년 1월 4일. 2019년 1월 4일에 원본 문서에서 보존된 문서. 2019년 1월 4일에 확인함.
40. ↑  ““신재민, 가증스럽다” 비방한 손혜원 계좌에 ‘18원 후원금’ 쇄도”. 아시아경제. 2019년 1월 4일.
41. ↑  “손혜원 의원 고발, 공정연대 “전국 고시생 모독…‘피꺼솟’ 분노””. 동아일보. 2019년 1월 4일.
42. ↑  “손혜원, "말 뜻만 알아도 '공익제보'와 '양아치짓' 분간" 페북글 공유”. 뉴스1. 2019년 1월 5일.
43. ↑  “홍영표, 신재민 비난한 손혜원에 “일체 언급 말라” 경고”. 한겨레. 2019년 1월 6일.
44. ↑  “신재민 "손혜원 처벌 원치 않는다"…"가증·나쁜 머리" 도넘은 막말 논란 종결되나”. 한국경제. 2019년 2월 27일. 2019년 2월 27일에 원본 문서에서 보존된 문서. 2019년 2월 27일에 확인함.
45. ↑  “나경원 "신재민 폭로 관련 상임위 소집 추진"”. 연합뉴스. 2019년 1월 2일.
46. ↑  “"신재민 목적은 돈" 손혜원에 한국당 "고영태는 보호하라더니"”. 이데일리. 2019년 1월 4일.
47. ↑  “윤상현 "정부·여당, 같은 5급 공무원에 상반된 입장…어이없어"”. 뉴스1. 2019년 1월 8일.
48. ↑  “하태경 "기재부 폭로한 신재민 주장에 신뢰가는 이유…먹고 살려면 팩트로 승부"”. 한국경제. 2019년 1월 2일. 2019년 1월 2일에 원본 문서에서 보존된 문서. 2019년 1월 2일에 확인함.
49. ↑  “'靑 기재부 부당 압력의혹'...김관영 "국회 기재위 소집 제안"”. 파이낸셜뉴스. 2019년 1월 2일.
50. ↑  “평화당 "정부여당, 신재민 폭로에 악습·구태로 대응"”. 중앙일보. 2019년 1월 4일.[깨진 링크(과거 내용 찾기)]
51. ↑  “정의당 "신재민 폭로의혹 기재위 소집해 시시비비 가려야"”. 뉴스1. 2019년 1월 5일.
52. ↑  “문희상 “신재민 고발은 ‘오버’… 文대통령 코드인사 끝내야””. 문희상. 2019년 1월 8일.
53. ↑  “기재부 ‘신재민 속앓이’…“돈키호테” Vs “노이즈 마케팅””. 이데일리. 2019년 1월 3일.
54. ↑  “신재민 폭로에 당혹스러운 메가스터디 “거취 문제는…””. 중앙일보. 2019년 1월 1일.
55. 1 2  “"정부, 신재민과 싸우지 말고 귀 기울여달라" 대학동문 호소문”. 연합뉴스. 2019년 1월 3일.
56. ↑  “신재민 폭로 본 전문가, "朴정부 때 빚이 700조 가까운데…"”. 이데일리. 2019년 1월 4일.
57. ↑  “한국은행 간부의 일갈 "바이백, 국가채무 연결은 허황된 것"”. 오마이뉴스. 2019년 1월 3일.
58. ↑  “김광림, 정부·차현진에 반박 "연말 바이백은 국채잔고 감소효과 있어"”. 뉴시스. 2019년 1월 4일.
59. ↑  “재정전문가, 김동연·한은에 재반박 "적자국채 발행 이유 없었다"”. 뉴스핌. 2019년 1월 4일.
60. ↑  “'국채발행 논란' 문제는 ①정권 의도 여부 ②의사결정 과정”. SBS. 2019년 1월 3일.
61. ↑  “"초과세수는 '보너스' 아니다"...'신재민 vs.김동연', 경제전문가들 판단은?”. 조선비즈. 2019년 1월 6일.
62. ↑  “홍남기, 기재부 간부회의서 신재민 등 현안 논의”. 매일경제. 2019년 1월 6일.
63. ↑  ““그냥 죽지 한심하다”… 문팬 ‘度넘은’ 신재민 비방”. 문화일보. 2019년 1월 4일.
64. ↑  “[단독]이지문 “정권 입맛 맞으면 의인이고 안 맞으면 배신자인가””. 중앙일보. 2019년 1월 3일.
65. ↑  “[시선+] 신재민은 왜 '유튜브'로 폭로했을까”. 한국경제. 2019년 1월 3일. 2019년 1월 4일에 원본 문서에서 보존된 문서. 2019년 1월 4일에 확인함.
66. ↑  “참여연대 “‘신재민 입막음’ 고발 철회해야”…기재부 “비밀 누설””. 이데일리. 2019년 1월 4일.
67. 1 2  “신재민 고발 철회하라더니… 참여연대, 하루만에 "신씨, 공익제보자 아냐"”. 조선일보. 2019년 1월 7일.
68. ↑  “변호사 22명 "김태우·신재민 보호 범국민 연대 조직"”. 뉴스1. 2019년 1월 4일.